# Boogkanaalbrug
De Boogkanaalbrug (brug 1732) is een bouwkundig kunstwerk in Amsterdam-Noord, landelijk Noord.
De vaste brug dateert uit circa 1990. Toen werd vanuit de stedelijke bebouwing aan de Volendammerweg een verbinding gemaakt met een voet- en fietspadenstelsel rondom Zwartegouw, in dit geval richting Poppendammergouw. De brug is gelegen over een relatief brede waterweg ten zuiden van dat voet- en fietspad. De grotendeels houten brug werd op houten brugpijlers, jukken gezet, waarop liggers, rijdek, balustrades etc. werden gemonteerd. De brug is voor haar doen relatief nauw, maar wel dertig meter lang.
In 2021 besliste de gemeente Amsterdam, dat het verkeerssysteem van Landelijk Noord aan een opknapbeurt toe was. Wegen en bruggen kregen een onderhoudsbeurt, reden waarom de brug in mei 2022 was afgesloten.
De brug kreeg haar naam per 9 november 2018. Ze werd daarbij Boogkanaal genoemd omdat ze ligt over een stukje Kanaal om de Noord, ook wel Boogkanaal, dat echter nooit volledig afgegraven werd.

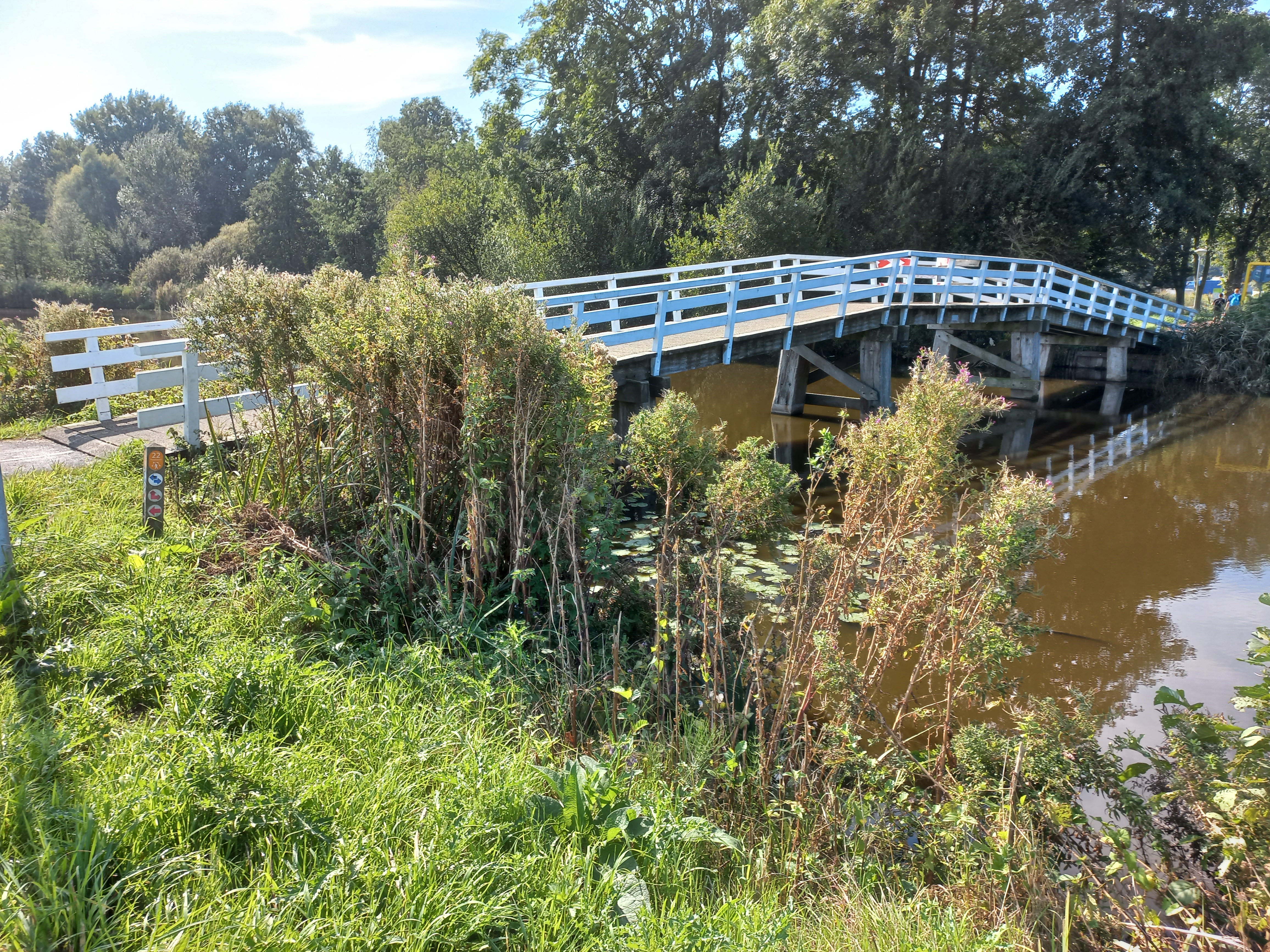
Boogkanaalbrug in september 2024

<<< · 1701 · 1702 · 1703 · 1704 · 1705 · 1706 · 1707 · 1708 · 1709 ·  1710 · 1711 · 1714 · 1715 · 1716 · 1717 · 1718 · 1719 · 1720 · 1721 · 1722 · 1723 · 1725 · 1726 · 1727 · 1728 · 1729 · 1730 · 1731 · 1732 · 1733 · 1734 · 1735 · 1736 · 1737 · 1738 · 1739 · 1741 · 1742 · 1743 · 1745 · 1746 · 1747 · 1748 · 1749 · 1750 · 1751 · 1752 · 1753 · 1754 · 1755 · 1756 · 1757 · 1764 · 1765 · 1766 · 1767 · 1768 · 1769 · 1770 · 1771 · 1772 · 1773 · 1774 · 1775 · 1776 · 1777 · 1778 · 1779 ·  1780 · 1781 · 1782 · 1783 · 1784 · 1785 · 1786 · 1787 · 1788 · 1791 · 1792 · 1793 · 1794 · 1795 · 1796 · 1797 · 1798 · 1799 · >>>
Brugnummers brug 1712, 1713, 1724, 1740, 1744, 1758, 1759, 1760, 1761, 1762, 1763, 1789, 1790 zijn niet (meer) vergeven.